# Clarkson Peak
Der Clarkson Peak ist ein markanter kegelförmiger Berg, der sich mit einer Höhe von 2825 m im Entstehungsgebiet des Robb-Gletschers westlich des Mount Miller in der Holland Range erhebt. 
Entdeckt wurde er von der neuseeländischen Südgruppe der Commonwealth Trans-Antarctic Expedition (1955–1958). Benannt ist er nach Thomas Reynolds Clarkson (1906–1991), einem Mitglied des neuseeländischen Ross Sea Committee.